# Pedrógão (Torres Novas)
Pedrógão é uma povoação portuguesa sede da Freguesia de Pedrógão do Município de Torres Novas, freguesia com 39,38 km² de área e 1757 habitantes (censo de 2021), tendo, por isso, uma densidade populacional de 44,6 hab./km².
Além da sede, fazem parte da freguesia os seguinte lugares: Vale da Serra (dividido em Casais, sendo eles, Casais João Dias, Casal Raposo, Casal da Capela, Casal Funina, Casal do Freixo e Casal Valentão), Casais Martanes, Alqueidão e Adofreire.

## Demografia
Nota: Nos censos de 1864 e 1878 denonminava-se Alqueidão da Serra.
A população registada nos censos foi:
| Distribuição da População por Grupos Etários | Distribuição da População por Grupos Etários | Distribuição da População por Grupos Etários | Distribuição da População por Grupos Etários | Distribuição da População por Grupos Etários |
| -------------------------------------------- | -------------------------------------------- | -------------------------------------------- | -------------------------------------------- | -------------------------------------------- |
| Ano                                          | 0-14 Anos                                    | 15-24 Anos                                   | 25-64 Anos                                   | > 65 Anos                                    |
| 2001                                         | 293                                          | 274                                          | 1083                                         | 445                                          |
| 2011                                         | 247                                          | 210                                          | 1066                                         | 514                                          |
| 2021                                         | 188                                          | 149                                          | 876                                          | 544                                          |